# Uwięzienie koloru

Siły kolorowe faworyzują ukrycie, gdyż przy szczególnym zasięgu bardziej opłacalne energetycznie jest stworzenie nowej pary kwark–antykwark niż kontynuowanie rozciągania struny strumienia koloru (podobnie zachowuje się rozciągana guma)

Animacja uwięzienia koloru. Energia jest dostarczana do kwarków, a struna gluonowa rozciąga się, dopóki nie osiągnie punktu, w którym „urwie się” i uformuje parę kwark–antykwark

Uwięzienie koloru, uwięzienie kwarków – zjawisko związane z cząstkami (kwarkami i gluonami) obdarzonymi kolorem i polegające na niemożności odizolowania pojedynczej takiej cząstki, przez co nie da się jej bezpośrednio zarejestrować. Kwarki łączą się w grupy, tworząc hadrony, a gluony tworzą kule gluonowe. Istnieją trzy bądź cztery grupy hadronów: mezony (kwark i antykwark), bariony (trzy kwarki), pentakwarki i hipotetyczne tetrakwarki. Składowe kwarki nie mogą być oddzielone od macierzystego hadronu, dlatego nie można ich badać ani obserwować bardziej bezpośrednio niż z poziomu hadronów. Uwięzienie zanika przy wystarczająco wysokich temperaturach.

## Pochodzenie
Powody uwięzienia kwarków są skomplikowane. Nie istnieje żaden analityczny dowód na to, że chromodynamika kwantowa powinna być więżąca. Obecna teoria głosi, że uwięzienie spowodowane jest przenoszącymi siłę gluonami, obdarzonymi kolorem. Jak w przypadku każdych dwóch rozłączonych naładowanych elektrycznie cząstek, pola elektryczne między nimi szybko zanikają, pozwalając (dla przykładu) elektronom pozostawać niezwiązanymi z jądrem atomowym – chociaż w miarę rozdzielania pary kwark–antykwark pole gluonowe tworzy wąską strunę pola koloru między nimi. Jest to inaczej niż zachowanie się pól elektrycznych dodatnich i ujemnych ładunków elektrycznych, które rozciągają się w całej otaczającej przestrzeni i zanikają na dużych odległościach. Z powodu obecności pola gluonowego między parą kwarków zachodzi oddziaływanie silne, którego siła pozostaje stała, niezależnie od odległości, i wynosi około 160 000 newtonów, co odpowiada ciężarowi 16 ton.
Kiedy dwa kwarki zostają rozdzielone, do czego dochodzi podczas zderzeń w akceleratorach cząstek, z energetycznego punktu widzenia korzystniej jest, żeby spontanicznie powstała nowa para kwark–antykwark, co pozwala strunie dalej istnieć. W rezultacie, podczas powstawania kwarków w akceleratorze, zamiast widzieć w detektorze pojedyncze kwarki, widzimy dżety wielu neutralnych względem koloru cząstek (mezonów i barionów), w jednej formacji. Proces ten nazywany jest hadronizacją, fragmentacją lub rozrywaniem strun, i jest jednym z najmniej zrozumianych procesów w fizyce cząstek elementarnych.
Faza uwięzienia jest zwykle definiowana przez zachowanie się działania pętli Wilsona, które jest ścieżką w czasoprzestrzeni, pozostawioną przez parę kwark–antykwark, utworzoną w jednym miejscu i zanihilowaną w innym. W teorii niezakładającej więżenia działanie w takiej pętli jest proporcjonalne do perymetru – aczkolwiek w teorii więżenia działanie w pętli jest proporcjonalne do jej obszaru. Ponieważ obszar jest proporcjonalny do rozdzielenia pary kwark–antykwark, wolne kwarki są tłumione. Mezony są dozwolone w takim modelu, ponieważ pętla zawiera drugą pętlę o przeciwnym kierunku, a przestrzeń między nimi jest niewielka.

## Modele wykazujące uwięzienie
Poza czterowymiarową QCD, innym modelem wykazującym uwięzienie jest model Schwingera. Kompaktowe z grupą przemienną teorie cechowania również wykazują uwięzienie w 2 oraz 3 wymiarach czasoprzestrzeni. Uwięzienie odnaleziono w elementarnych wzbudzeniach układów magnetycznych, zwanych spinonami.

## Modele w pełni ekranowanych kwarków
Oprócz koncepcji uwięzienia kwarków istnieje możliwość, że ładunek kolorowy w kwarkach jest w pełni ekranowany przez kolor gluonowy, otaczający kwark. Znaleziono dokładne rozwiązanie SU(3) klasycznej teorii Yanga–Millsa, dające pełne ekranowanie (przez pole gluonowe) koloru kwarków – jednak nie bierze ono pod uwagę nietrywialnych własności elektrodynamicznej próżni kwantowej. Co za tym idzie, znaczenie takich rozwiązań pełnego gluonowego ekranowania oddzielonych kwarków pozostaje niejasne.